# 陳澤滔
陳澤滔（英語：Chan Chak-to，1984年—），香港軟件工程師及本土派社會運動人士，香港獨立運動及香港民族主義支持者，曾擔任東九龍社區關注組發言人。陳在2014年開始參與社運，曾在佔中預演中被捕，也參與了雨傘革命，並在金鐘參與佔領。
陳澤滔曾代表東九龍社區關注組參選2015年香港區議會選舉，但落選議席。及後，他在表明支持香港獨立下參選2016年香港立法會選舉，並且得到確認提名，但再次敗選。在2016年香港選舉委員會界別分組選舉上，他在資訊科技界功能界別中首次贏出選舉，當選選舉委員會委員。

## 早年生活
陳澤滔於1984年在英屬香港出生，而陳的父親在陳出生前已經逝世，陳與兩位姊姊在單親家庭中長大，依靠綜合社會保障援助計劃的補助金生活。陳自小居於觀塘區公屋，曾入讀聖若翰天主教小學及聖言中學，高考成績優異，但因不想修讀理科而選擇計算機工程。陳自稱在學時習慣獨自行事，在大學也選擇入住單人宿舍。陳坦言學生時期對時事及政治等議題沒有興趣，在大學時也不熱忱於學生事務，甚至刻意迴避。
他2007年在香港中文大學計算機工程學學士課程上以三級榮譽畢業，之後一直為通訊軟件擔任程序员。他在2009年到澳洲參加工作假期，自覺在一年內改變了離群索居的性格，並結交了現時的女朋友。陳之後在2010年回港於香港迪士尼樂園重新擔任軟件工程師。

## 參與社會運動
吳亮星在2014年6月為新界東北發展計劃以會議主席的權力中止冗長辯論，陳澤滔認為議會暴力遺害社會。陳後悔在參與新界東北發展計劃示威時沒有準備衝擊政府機關，因此決定在往後正式投身社會運動。陳在2014年7月2日舉行的佔中預演上首次參與社運，同時亦首次因政治運動而觸犯公安條例被捕，但陳沒有因此而被起訴並在香港仔運動場獲釋放。陳在此事之後撰文表示自己已經決意成為社會運動人士，亦因此為人所認識。
讓愛與和平佔領中環於9月下旬正式開始，並再演變成雨傘革命，陳都參與其中。及後，陳選擇以無薪假期形式臨時離開工作崗位，在雨傘廣場中的干諾道中天橋紮營。然而，陳的家人對此並不贊成，而如若公司召喚陳，他也會返回公司工作。陳在雨傘革命中製作不少宣傳品，也在網誌上記錄革命實況。
雨傘革命發生之際，陳與其他本土派社運人士創立東九龍社區關注組，希望在社區傳遞關心社會的信息，並以此走入議會。雖然陳十分喜歡在迪士尼樂園工作，但為了全職投入東九社關組的工作當中，在2015年6月決定辭去迪士尼工程師的職位。

## 政治生涯

### 2015年香港區議會選舉
東九社關組在成立後隨即派成員參與2015年香港區議會選舉，陳澤滔與黃子健一同競逐觀塘區議會議席。陳指出不少區議員甚少露面，故此東九社關組決定參選，協助居民解決地區問題。陳在康樂選區挑戰爭取連任的創建力量馬軼超，並積極針對觀塘住宅區一帶的小巴班次不足及交通擠塞問題，爭取市民支持。最終，陳在選舉中取得1,525票，僅以99票之差落選。
由於黃子健在樂華北選區當選為觀塘區議員，陳亦與他繼續觀塘的地區工作。東九社關組聯同泛民主派議員在區議會成功拉倒在觀塘海濱花園內花費港幣五千萬的音樂噴泉計劃，以及舉辦防範大廈維修圍標的講座。遇上不同節日，陳亦會在區內舉辦不同慶祝活動。

### 2016年香港立法會選舉

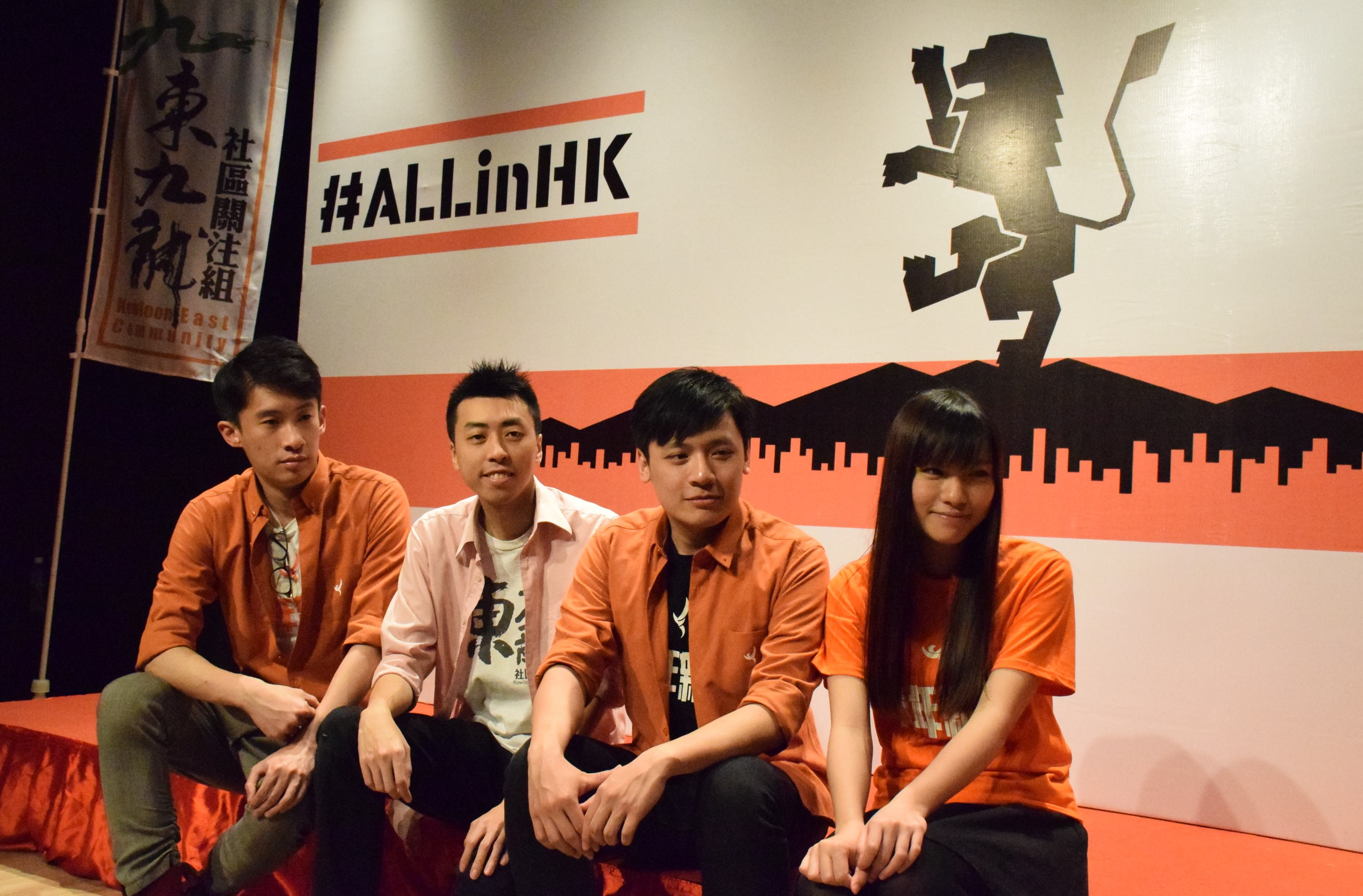
陳澤滔是「ALLinHK」選舉聯盟的發起成員之一

陳雖然表明自己如果在區議會選舉中落選，難有資金維持政治工作至4年後的2019年香港區議會選舉，但他在隨後一年就被東九社關組推薦為唯一一位參選2016年香港立法會選舉九龍東選區的成員。為準備選舉，陳與游蕙禎和黃俊傑舉行誓師大會，組成「ALLinHK」選舉聯盟宣佈參選2016年立法會選舉。陳與另外兩位成員，均表明支持香港獨立，希望以香港民族自決形式決定第二次香港前途問題。對於選舉管理委員會的聲明確認書，陳表明不會簽署，並認為政府此舉扭曲香港基本法原意，更表示如被褫奪參選權，會提出司法覆核及選舉呈請。
及後，政府確認陳的參選資格，而陳亦表明會繼續支持香港獨立，更指出香港政府不可能禁止一種思想。陳在8月8日的選舉論壇上再次表明支持港獨，其後同區對手愛港之聲高達斌到警署報案，質疑陳違背參選時的聲明。然而，香港政府聲明保留對支持港獨的立法會候選人採取行動的權利，但陳則再次表明不會改變立場。與此同時，陳亦收到一封由民政事務總署署名「倩华」發出的電郵查詢其政綱，政府雖然最初表明對事件並不知情，及後卻承認由部門組別為「CWP」的職員發出，但就不願公開「CWP」的正式名稱。
在選舉日之前，很多民意调查中不理想的本土派及泛民主派候選人均紛紛表示暫停一切選舉工程，希望非建制派可以取得更多議席。然而，调查中不被看好的陳拒絕退選，認為他的支持者難以轉投其他候選人。最後階段，鄺葆賢亦為陳參與YouTube影片宣傳及街頭宣傳，而陳亦在選舉日四出走訪九龍東各地，更不時與建制派人士同場互叫口號。雖然如此，陳的選舉得票為12,854票，與尾席當選名單差逾三萬多票，未能成功當選。
陳在選舉點票時已承認落敗，他表示對東九社關組的本土與建設並重政治路線有所質疑，認為這個自己推崇的方向已由選票證明吸引力不足。東九社關組在選舉後重組，陳曾考慮自此退居幕後，並希望組內義工可以繼續原有的政治路線，但及後陳決定繼續擔任發言人。
陳在9月17日舉辦燒烤晚會慰勞選舉義工及答謝其他本土派人士支持。然而，他卻邀請高達斌出席，引起大眾對陳政治立場的猜測。陳則澄清高早在一場選舉論壇後已向陳表示希望可以討論雙方政治見解，而陳亦認為高落選後勢力大不如前並且不足為懼，亦不希望排斥任何人士而拒絕溝通，故陳才邀請高出席晚會。實際在晚會上，陳高二人就香港政治制度改革、香港獨立運動及梁振英政府政策等立場上均對立，不定主題的討論甚至涉及魏復古提出的征服王朝學說。

### 2016年香港選舉委員會界別分組選舉
陳澤滔在選舉過後，返回原來的工作崗位，重新儲蓄因選舉花去的積蓄。因為陳任職軟件工程師，能以資訊科技界選民身份參選2016年香港選舉委員會界別分組選舉。陳與其他非建制派人士組成「IT Vision」選舉聯盟，以阻止梁振英連任行政長官為目標。陳及王百羽等港獨人士表示不擔心會因支持香港獨立而被取消資格，陳更表示參選求變不應畏首畏尾。
最終陳及其他港獨人士並沒有被取消資格，而「IT Vision」的30人名單更獲得資訊科技界全部委員席位。首次於選舉中勝出的陳沒有出席點票，而及後則表示面對中国共产党下須與民主黨合作，未來民主黨必會償還與香港中聯辦合作的代價。
「IT Vision」30人全數當選後並未有集中2017年香港特別行政區行政長官選舉的提名票及最終投票，陳在投票日前就表示支持曾俊華以阻止受中國共產黨支持的林鄭月娥，但最終在投票日當日改為白票，表示對小圈子選舉的不滿。因全國人大常委會在2021年修改香港的選舉制度，陳的選委任期提早在2021年10月22日完結。

## 外部連結
- 陳澤滔的Facebook專頁